# Adolf Bielefeldt
Adolf Bielefeldt (ur. 12 stycznia 1876 w Herne, zm. 11 grudnia 1934 w Gdańsku, pochowany w Sopocie) – niemiecki architekt, tworzący głównie projekty willi i domów wielorodzinnych w Gdańsku i Sopocie.

## Życiorys
Ojciec Adolfa, Hans dzierżawił dom zdrojowy w Sopocie, był właścicielem hotelu Park Hotel, oraz pełnił funkcję członka władz miejskich. Adolf uczył się w Gimnazjum św. Piotra i Pawła (Oberrealschule St. Petri und Pauli) w Gdańsku, egzamin maturalny zdając w Karlsruhe. Tamże odbył studia architektoniczne w Wyższej Szkole Technicznej (Technische Hochschule) u Carla Schäfera i podjął pracę w spółce architektonicznej (Architektengemeinschaft) „Curjel & Moser”, mając szansę współpracy z architektami Robertem Curjelem i Karlem Moserem. W 1905 wrócił do Gdańska, gdzie otworzył własną pracownię projektową z siedzibą w Sopocie przy Bülowallee, obecnie ul. Mickiewicza 5-7. Tworzył głównie projekty willi i domów wielorodzinnych dla elity finansowej i inteligencji Gdańska oraz Sopotu. Uczestniczył w działaniach I wojny światowej służąc w stopniu oficerskim w XVII regimencie artylerii, zajmując się budową bunkrów i umocnień. Następnie kontynuował działalność architektoniczną. Zmarł na atak serca w Gdańsku; pochowany na cmentarzu ewangelickim w Sopocie; nagrobek nie zachował się.

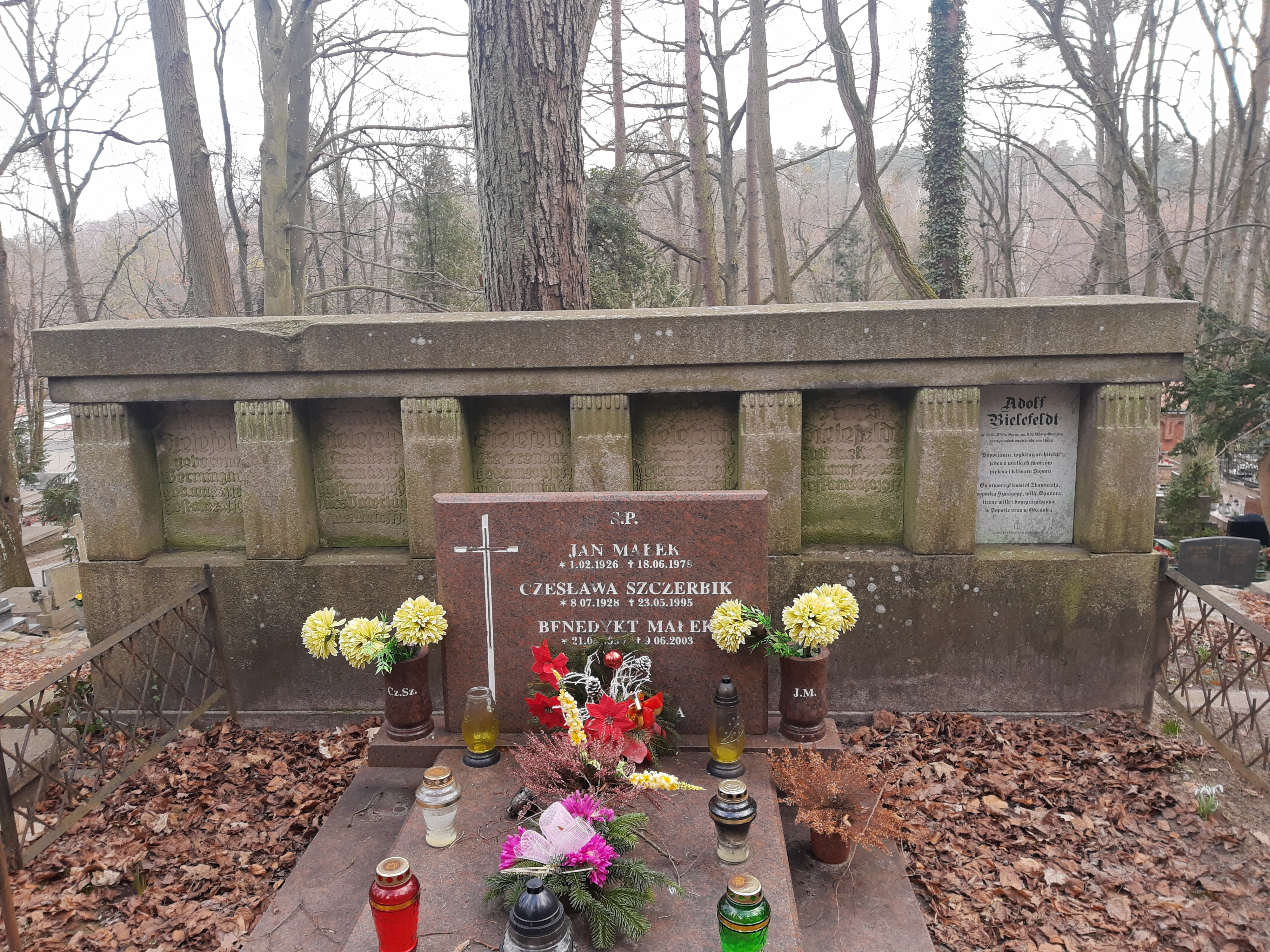
Grób rodzinny Bielefeldtów na cmentarzu komunalnym w Sopocie (kwatera D-2-29)

## Wybrane dzieła[1][2]
- tzw. III Dom Kuracyjny w Sopocie (1910) (współautorstwo)
- Kościół Zbawiciela w Sopocie (1919)
- Synagoga w Sopocie, ul. Dąbrowskiego 1 (1913) (niezachowana)
- Hotel Eden w Sopocie, ul. Kordeckiego 4-6 (1910)
- Willa Basnera w Sopocie, ul. Chrobrego 48 (1910)
- Hotel Irena, ul. Chopina (1906)
- Hotel Sedan, ul. Pułaskiego (1930)
- Willa Seehaus, obecnie Magnolia, ul. Sępia 2 (1911)
- Ujeżdżalnia, ul. 23 Marca 9-11 (1909)
- Sanatorium Dziecięce, ul. Kilińskiego 4 (autor przebudowy w 1930)
- Budynek Kasy Chorych w Gdańsku (Allgemeine Ortskrankenkasse - AOK), ul. Wałowa 27 (1927)[3]
- Gmach Zachodniopruskiego Zakładu Ubezpieczeń przy Hucisku w Gdańsku (1929) (nieistniejący)[3]
- Kino Ufa-Palast, ul. Elżbietańska (1931) (nieistniejące) (współautorstwo)
- Budynek Monopolu Tytoniowego, ul. Łąkowa 39-44 (1928) (współautorstwo)
- Budynek poczty w Gdańsku-Wrzeszczu, ul. Mickiewicza 5-7 (1929)[3]
- pomnik 17. Pułku Pieszej Artylerii w Brzeźnie (1928)
- Dom Przedpogrzebowy na Cmentarzu żydowskim na gdańskim Chełmie (1911)
- rozbudowa szpitala diakonis ewangelickich, ul. Nowe Ogrody 1-6 (1930-1933)[4]
- Królewskie Gimnazjum Realne we Wrzeszczu (Königliches Realgymnasium in Langfuhr), ul. Topolowa 7 (1912)[5]

Wille i domy czynszowe w Sopocie

- kamienica, ul. Kordeckiego 8
- willa, ul. Abrahama 6
- willa, ul. Armii Krajowej 43 (1922)
- willa, ul. Armii Krajowej 79 (1906)
- osiedle domów, ul. Langiewicza (po 1928)
- willa, ul. 3 Maja 38
- willa, ul. Mickiewicza 5-7 (1911-1912)
- willa, ul. Mickiewicza 11 (1911), dom własny architekta
- willa, ul. Mickiewicza 23 (1911)
- willa, ul. Mickiewicza 24 (1913)
- willa, ul. Mickiewicza 26 (1912)
- willa, ul. Paderewskiego 8
- willa, ul. Paderewskiego 11a (1922)
- osiedle domów, ul. Reja
- willa, ul. Wybickiego 30 (1910)
- willa, ul. Wybickiego 30a (1912)
- willa, ul. Wybickiego 32 (1910)

Wille i domy czynszowe w Gdańsku

- willa, ul. Chodowieckiego 4
- osiedle domów, al. Hallera
- osiedle domów, ul. Krzemienieckiej
- osiedle domów, ul. Kunickiego
- osiedle domów, ul. Niemcewicza
- osiedle willi, ul. Podleśna 17+ (15 obiektów)
- osiedle willi, ul. Sobieskiego/Jarowa/Kręta
- kamienica, ul. Wasowskiego 6
- kamienica, ul. Wasowskiego 8